# Детская футбольная лига России
Детская футбольная лига России (ДФЛ) — общественная организация, занимающаяся развитием детского и юношеского футбола в России. Ассоциированный член РФС с 1994 года. Осуществляет Уставную деятельность по развитию и популяризации детского футбола за счет самостоятельно привлеченных спонсорских средств.
Юридическое наименование — Региональная общественная организация «Детская футбольная лига».
ДФЛ проводит соревнования в различных регионах (ежегодное участие — 3 000 команд и 50 000 юных футболистов). В турнирах Детской футбольной лиги в разное время принимали участие будущие игроки юношеской, молодёжной и национальной сборных команд России Марат Измайлов, Юрий Жирков, Александр Анюков, Антон Бобёр, Денис Колодин, Никита Баженов, Игорь Лебеденко, Ренат Янбаев, Алан Дзагоев, Владимир Гранат, Александр Кокорин, Федор Смолов, Павел Яковлев и другие. Издавался журнал «Первый тайм» (в том числе — приложением к еженедельнику «Футбол» — в 1997 году).
Президентом ДФЛ с основания до своей смерти 29 июня 2021 года был Виктор Горлов.
18 июля 2021 года на внеочередном общем собрании ДФЛ руководителем лиги на пятилетний срок была избрана Мария Жаркова, вице-президентами организации стали: Борис Игнатьев, Юрий Сёмин, Леонид Слуцкий и Дмитрий Чепель. Также решено было лиге присвоить имя её учредителя, полное название организации — Детская футбольная лига имени Виктора Горлова.

## Соревнования, фестивали и премии ДФЛ
- Международный фестиваль «Локобол-РЖД»
- Международный фестиваль «Большие звезды светят малым»
- Открытый Чемпионат ДФЛ
- Всероссийский фестиваль «Загрузи себя футболом»
- Традиционный всероссийский турнир «Бесков и его команда»
- Традиционный турнир «Федотовы»
- Традиционный турнир «Ворошиловские стрелки»
- Традиционный турнир памяти Г. С. Забелина и Б. Г. Пановой
- Всероссийский традиционный турнир памяти Героя России Владислава Духина
- Традиционный турнир «Кубок наших отцов и дедов»
- Всероссийский футбольно-семейный фестиваль «Клевый мяч»
- Ежегодная национальная премия «Первая пятерка»
- Фестиваль вратарского искусства имени Льва Яшина